# 巴恩斯积分

Barnes Integral 3D

Barnes Integral density plot

巴恩斯积分（英語：Barnes integral），由英國數學家歐內斯特·巴恩斯所推導而得，涉及Γ函数乘積的周回積分運算，研究複分析的工具，因芬蘭數學家亞爾馬·梅林的部份貢獻，又稱「梅林－巴恩斯积分」，與广义超几何函数高度相關。
定义如下：
{\displaystyle B(\sigma ,\mu )={\frac {\Gamma (\sigma /2+1)*\Gamma (\sigma /2+1)}{2^{\mu +1}*\Gamma (\sigma /2-v/2+\mu /2+1)*\Gamma (\sigma /2+v/2+\mu /2+3/2)}}}

## 超几何函数
已知超几何函数時，巴恩斯积分如下而得
{\displaystyle {}_{2}F_{1}(a,b;c;z)={\frac {\Gamma (c)}{\Gamma (a)\Gamma (b)}}{\frac {1}{2\pi i}}\int _{-i\infty }^{i\infty }{\frac {\Gamma (a+s)\Gamma (b+s)\Gamma (-s)}{\Gamma (c+s)}}(-z)^{s}\,ds.}